# Csörgő László
Csörgő László (Miskolc, 1974. november 20. –) magyar újságíró, szerkesztő, fotós, marketingszakértő, kiberbiztonsági szakértő, startupper, katonatiszt, triatlonos.

## Újságírás
Az első cikkét 1993-ban írta a PC GURU magazinba, újságíróként a publikációi a következő lapokban jelentek meg:
Népszabadság/NOL.hu (print/online), HVG.hu (online), INDEX.hu (online), Vs.hu (online), 444.hu (online), Magyar Hírlap (print/online), Hírszerző / HVG csoport (online), Tényező.hu (online), FotoVideo magazin (print), FotoVideo Club magazin (print), Music.hu (online), Nemzeti Sport (print/online), Bikemag (print/online), Médiatechnika (print/online), COMPUTER WORLD (print/online), CHIP (print/online), Computer Panoráma (print/online), PC Guru (print).
A FotoVideo magazin és a music.hu zenei portál volt főszerkesztője.

## Marketing / menedzsment
Marketing (vagy marketing-, és kereskedelmi) vezetőként, illetve a felsővezetés tagjaként, menedzserként a következő cégekben dolgozott:
Expert SA, Bestbyte, Ramirs, SEIKO, Computer Emporium, Bluechip, Xbody, Ultimate e-bike, 10xone, Electronic Arts. A Bestbye üzeltlánc volt vezetője.

### Technológiai cégek
A T-systems, IBM és Videoton VTCD cégeknél töltött be IT területen pozíciókat.

### Startup
Startup mentor, az INPUT program hivatalos mentora, PwC certifikált mentor, saját startupja egy biometrikus személyazonosítási startup, a DigID.ME

## Kiberbiztonsági szakértő
Okleveles kiberbiztonsági szakértő, a Hacktivity biztonságtechnikai-, és hackertalálkozó előadója (2003), (2011)

## Triatlon
3X IRONMAN triatlon teljesítő  (2009, 2010, 2011 - Hosszútávú triatlon OB), a 2009-es Duatlon EB , és a 2010-es triatlon VB  résztvevője versenyzőként. A witch-ironman.blog.hu szerzője.

## Zeneszerzés
1989 óta foglalkozik elektronikus zeneszerzéssel, 2023-ban az eddigi legnagyobb magyar demoscene party, (Function 2023) zenei versenyén Sec0ndary  néven 7. lett a Voyage című számával.

## Katonai szolgálat
1993-1994 között katonai tűzszerész volt, 2012-2017 között a Magyar Honvédség tartalékosa, tartalékos századosa, majd 2020 óta aktív, jelenleg hivatásos katonatiszt.